# Stenosphenus notatus
Stenosphenus notatus is een keversoort uit de familie van de boktorren (Cerambycidae). De wetenschappelijke naam van de soort werd voor het eerst geldig gepubliceerd in 1795 door Guillaume-Antoine Olivier.